# مایا جاسانوف
مایا جاسانوف (به انگلیسی: Maya Jasanoff)؛ نویسنده، تاریخ‌نگار و استاد تاریخ در دانشگاه هاروارد است. تدریس و مطالعه او از تاریخ امپراتوری بریتانیا تا تاریخ جهانی را شامل می‌شود.

## کتابشناسی
- لبه امپراتوری (۲۰۰۵، انتشارات آلفرد ای. کناف)[۴]
- تبعید آزادی (۲۰۱۱، انتشارات آلفرد ای. کناف)[۵]
- محافظان سپیده‌دم (۲۰۱۷، گروه پنگوئن و انتشارات هارپرکالینز)[۶]

## جوایز و افتخارات
- ۲۰۰۵، برنده جایزه داف کوپر برای لبه امپراتوری[۷]
- ۲۰۱۱، برنده جایزه ملی حلقه منتقدان کتاب برای تبعید آزادی[۸]
- ۲۰۱۲، برنده جایزه کتاب جورج واشینگتن برای تبعید آزادی[۹]
- ۲۰۱۳، برنده کمک‌هزینه گوگنهایم[۱۰]
- ۲۰۱۸، برنده جایزه کاندیل برای محافظان سپیده‌دم[۱۱]